# Scindapsus subcordatus
Scindapsus subcordatus — вид квіткових рослин із родини кліщинцевих (Araceae), роду Сциндапсус (Scindapsus). Це ліана, рідним ареалом якої є Папуа Нова Гвінея.